# Elitserien 1976/1977
Sezóna 1976/1977 byla 2. sezonou Švédské ligy ledního hokeje. Mistrem se stal tým Brynäs IF. Poslední dva týmy hrály baráž o udržení proti nejlepším celkům druhé ligy.
| Vysvětlivky                              |
| ---------------------------------------- |
| Tým nepostupující do semifinále play off |
| Tým hrající Kvalserien (baráž)           |

## Základní část
| Poř. | Tým                | Z  | V  | R | P  | Skóre     | B  |
| ---- | ------------------ | -- | -- | - | -- | --------- | -- |
| 1    | Brynäs IF          | 36 | 25 | 5 | 6  | 206 - 110 | 55 |
| 2    | Färjestads BK      | 36 | 24 | 4 | 8  | 181 - 122 | 52 |
| 3    | Leksands IF        | 36 | 22 | 4 | 10 | 198 - 150 | 48 |
| 4    | MoDo AIK           | 36 | 19 | 3 | 14 | 155 - 140 | 41 |
| 5    | AIK                | 36 | 17 | 4 | 15 | 147 - 126 | 38 |
| 6    | Skellefteå AIK     | 36 | 14 | 7 | 15 | 137 - 146 | 35 |
| 7    | Södertälje SK      | 36 | 12 | 7 | 17 | 141 - 173 | 31 |
| 8    | Västra Frölunda IF | 36 | 12 | 5 | 19 | 150 - 174 | 29 |
| 9    | Örebro IK          | 36 | 7  | 2 | 27 | 126 - 205 | 16 |
| 10   | IF Björklöven      | 36 | 6  | 3 | 27 | 106 - 201 | 15 |

## Play off

### Semifinále
- Brynäs IF - MoDo AIK 2:0 (4:2, 5:4 P)
- Färjestads BK - Leksands IF 2:1 (4:3, 4:5 P, 3:2)

### O 3. místo
- Leksands IF - MoDo AIK 2:0 (7:4, 6:5 P)

### Finále
- Brynäs IF - Färjestads BK 2:0 (6:2, 9:3)